# Sotero López
Sotero López Clemente (n. Albacete, España; 12 de agosto de 1972) fue un futbolista español que se desempeñaba como defensor.

## Clubes
| Club                 | País   | Año         |
| -------------------- | ------ | ----------- |
| Albacete Balompié    | España | 1991 - 1996 |
| CD Logroñés          | España | 1996 - 1998 |
| Yeclano CF           | España | 1999 - 2001 |
| Algeciras CF         | España | 2001 - 2002 |
| Palamós CF           | España | 2002 - 2004 |
| Mérida UD            | España | 2004 - 2005 |
| UD Puertollano       | España | 2005 - 2006 |
| Motril CF            | España | 2006 - 2007 |
| CD Quintanar del Rey | España | 2007 - 2008 |